# Керкашер
Керкаше́р (рос. Керкашер) — присілок у складі Афанасьєвського району Кіровської області, Росія. Входить до складу Пашинського сільського поселення.
Населення становить 3 особи (2010, 22 у 2002).
Національний склад станом на 2002 рік — росіяни 100 %.